# Pascua
La Pascua ―también llamada Pascua de Resurrección, Pascua Florida, Domingo de Pascua o Domingo de Resurrección— es la fiesta central del cristianismo, en la que se conmemora la resurrección de Jesucristo al tercer día después de haber sido crucificado, de acuerdo con los evangelios canónicos. 
La Pascua marca el final de la Semana Santa (y del Triduo Pascual), en la que se conmemora la muerte y resurrección de Jesús. La Pascua inicia un período de cincuenta días llamado Tiempo pascual que termina el día de Pentecostés.
El Domingo de Pascua es una celebración que no se fija con relación al calendario civil. El Primer Concilio de Nicea (año 325) estableció la fecha de la Pascua como el primer domingo después de la luna llena tras el equinoccio de primavera en el hemisferio norte (luna llena eclesiástica). Más tarde, Dionisio el Exiguo (525) convenció al Papado para fijar el equinoccio en el 21 de marzo (equinoccio de primavera eclesiástico). Por lo tanto, la fecha varía siempre entre el 22 de marzo y el 25 de abril. Dado que en las Iglesias orientales se sigue el calendario juliano, para el cual el 21 de marzo corresponde al 3 de abril según el calendario gregoriano, para todas estas comunidades, la Pascua varía siempre entre el 4 de abril y el 8 de mayo.
Durante este día se celebran en distintos lugares del mundo procesiones religiosas, así como celebraciones litúrgicas. Las costumbres del Domingo de Resurrección varían en todo el mundo cristiano, pero la decoración de los huevos de Pascua es algo común en muchos países del mundo occidental. También hay una serie de platos tradicionales de Pascua que varían según la región y la cultura.

## Etimología
El término «pascua» proviene del hebreo פֶּסַח (Pésaj). En latín se escribe pascha, transliteración del griego πάσχα (pásja), y este, a su vez, del arameo פַּסְחָא (pásja); según la Real Academia Española, la forma vulgar del término pascua, por influencia del latín pascuum, significa 'lugar de pastos, por alusión a la terminación del ayuno. Es decir que esta palabra hace referencia a la acción de 'festejar un paso, un tránsito, un cambio, una transformación'.
Y es que el pueblo judío, en la fiesta de la Pascua (Pésaj), recuerda su paso a través del Mar Rojo, guiado por Moisés y quedando liberado de esta forma el pueblo elegido por Yahveh de la esclavitud que padeció en Egipto.
Otra teoría considera que es muy inocente escapar de Egipto con la luna llena pensando que los egipcios no te van a descubrir. 
La explicación mucho más sencilla y lógica sería que los israelitas eran fundamentalmente pastores. 
En la primera luna llena de primavera, tras el equinoccio, caminando de noche por evitar el calor de día en el desierto, practicaban la trashumancia hacia los pastos de verano del Sinaí. 
La noche anterior a su partida para pasar primavera y verano con sus rebaños en el Sinaí, celebraban una gran despedida, una gran fiesta cenando cordero, su principal alimento proteico. Pascua, una gran fiesta de despedida hacia la trashumancia.
Los cristianos, en cambio, con la fiesta de la Pascua conmemoran el paso de Jesucristo de la muerte a la vida, su resurrección, acontecida en domingo, en el tercer día de su muerte, para salvar al pueblo de Dios, que queda liberado así de las consecuencias de los pecados que lo alejan del Creador.
Este paralelismo semántico ineludiblemente conduce a otro, de naturaleza histórica, que es preciso tener en cuenta también para alcanzar a comprender el significado de este vocablo en ambas concepciones y su concomitancia, que la tiene pese a sus evidentes diferencias: Jesús, que era judío, celebró con sus discípulos su Última Cena durante la Pascua judía, concretamente al anochecer del jueves día 14 de Nisán, que es precisamente la fecha en la que los hebreos celebran la cena del cordero, rememorando la que precedió a su salida de Egipto; pero para los cristianos la Pascua no la constituye la conmemoración de esa última Cena sino que habiendo muerto Cristo en la cruz al día siguiente, viernes 15 de Nisán, resucitó el 17 de Nisán, domingo y este es el objeto de su celebración: la Resurrección del Salvador.
A pesar de esta originaria coincidencia de fechas entre ambas festividades de la Pascua, la judía y la cristiana, que se prolongó durante los primeros siglos del cristianismo, el Primer Concilio de Nicea reformó el computus, el método de cálculo de la fecha del Domingo de Resurrección, para evitar que coincida con la Pascua Judía. Mientras que el calendario judío seguía el ciclo lunar, compuesto por 355 días, la mayoría de los cristianos se rigieron por el calendario solar juliano reformado, de 365 días, y además pusieron el énfasis en el día de la semana en que tuvo lugar la Resurrección, el domingo, si bien los cristianos judíos de Oriente prosiguieron con el método judío, es decir, sin tener en cuenta en qué día de la semana pueda caer cada año el 17 de Nisán. Pero, para el resto del área de influencia del Imperio romano, primó que el día de la semana en que históricamente tuvo lugar la Resurrección fue el domingo, por eso para la Iglesia católica la fiesta de Pascua tiene lugar siempre en el domingo que sigue a la primera luna llena de cada primavera, pues tampoco se perdió de vista que, a fin de cuentas, el hecho trascendental que se celebra aconteció durante el mes de Nisán, el primer mes del calendario judío, el cual arranca coincidiendo con el equinoccio de la primavera en el hemisferio norte.

## Origen de la Pascua
La actual Pascua cristiana hunde sus raíces en el año 1513 a. C., cuando, según la tradición judía, el pueblo judío emprendió su éxodo desde Egipto hacia la Tierra Prometida, valiéndose de la luz del primer plenilunio de primavera para huir sin ser vistos. Por ello, la Pascua judía comienza en la noche de la primera luna llena tras el equinoccio de primavera.
La conmemoración de este hecho, celebrado cada año, como recordatorio de la liberación del pueblo hebreo de su esclavitud en Egipto, recibía y recibe aún hoy en el judaísmo el nombre de Pésaj o Pascua. En la víspera del primer día, se comían hierbas amargas mojadas en vinagre, para recordar la tristeza de la servidumbre. Y se narraban en tono cadencioso cánticos que hacían alusión a las diez plagas de Egipto. El cordero de Pascua era escogido por cada familia. Con el tiempo, la ceremonia de inmolación fue llevada a cabo por la clase sacerdotal. El animal debía ser macho, cordero o cabrito, sano y de un año de edad. Se inmolaba al finalizar el día; y por la noche lo comían con verduras amargas. No estaba permitido romper sus huesos, ni dejar restos de carne. Por esta razón, si la familia no era suficientemente grande para comer un animal ellos solos, los israelitas se reunían en grupos, para cumplir con las prescripciones de orden sagrado. Durante los siete días posteriores al 14 de Nisán (mes del calendario israelita correspondiente a marzo - abril del calendario español), el pueblo hebreo solo comía pan sin levadura (no fermentado), denominado «ázimo» («sin fermento») o «pan de aflicción».
Los primeros cristianos celebraban la Pascua a la par cronológica que la Pascua judía, hasta que el Primer Concilio de Nicea (en el 325 d. C.) separó la celebración de la Pascua judía de la cristiana. Así, se fijó que esta cayese siempre en domingo, que no coincidiese nunca con la Pascua judía y que se evitase celebrar dos veces en el mismo año. Sin embargo, dejaron el carácter móvil de la fiesta, recordando que Cristo resucitó en la Pascua hebrea. En 525, Dionisio el Exiguo fue más allá y convenció a Roma de fijar un equinocio de primavera eclesiástico, cuya fecha sería siempre el 21 de marzo, no correspondiéndose con el equinoccio astronómico (20 o 21 de marzo). Desde entonces, la Pascua cristiana se celebra el primer domingo tras el plenilunio acontecido el 21 de marzo o inmediatamente después de dicha fecha. Además, si este plenilunio cayese en domingo, la Pascua se trasladaría al domingo siguiente para que no coincida con la Pascua judía.
La expresión «pascua», de: 'pashé', el paso del señor por Egipto, remite hoy principalmente a la fiesta de la Resurrección, que es llamada a veces «pascua florida», pero también se usa para referirse a otras cuatro celebraciones cristianas: la Natividad (25 de diciembre), la Epifanía o Adoración de los Magos (6 de enero), el Bautismo del Señor y Pentecostés, la venida del Espíritu Santo (cincuenta días después de la Resurrección). En España, Chile, Cuba y Filipinas, el término Pascua se aplica coloquialmente a la Navidad («Pascua de Navidad»), englobando Natividad, Epifanía y Bautismo del Señor, mientras que a la Pascua se le llama «Pascua de Resurrección» y a Pentecostés se le llama «Pascua de Pentecostés» o «Pascua del Espíritu Santo».

## Significado teológico

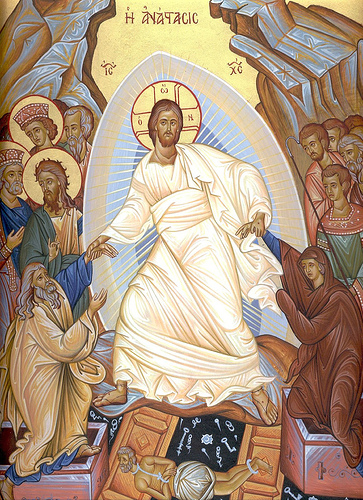
Icono ortodoxo de la Resurrección de Jesús.

El Nuevo Testamento enseña que la resurrección de Jesús, que celebra la Pascua, es fundamento de la fe cristiana.
La resurrección estableció a Jesús como el Hijo de Dios y se cita como prueba de que Dios juzgará al mundo con justicia. Dios ha dado a los cristianos «un nuevo nacimiento a una esperanza viva por la resurrección de Jesucristo de entre los muertos». [cita requerida] Los cristianos, por la fe en el poder de Dios han de discernir espiritualmente con Jesús resucitado, para que se pueda caminar en una nueva forma de vida.
La Semana Santa, y la Pascua en particular, está ligada a través de la última cena y la crucifixión de Jesús a la Pésaj (Pascua Judía) y al Éxodo del pueblo hebreo narrado en el Antiguo Testamento. De acuerdo con las escrituras, Jesús, mientras preparaba a sus discípulos y a él mismo para su muerte durante la última cena, dio a la cena de Pascua un nuevo significado. Él identificó el pan y la copa de vino como su cuerpo antes de ser sacrificado y su sangre derramada. El apóstol Pablo, sobre la celebración de la Pascua dice:

Despójense de la vieja levadura, para ser una nueva masa, ya que ustedes mismos son como el pan sin levadura. Porque Cristo, nuestra Pascua, ha sido inmolado. Celebremos, entonces, nuestra Pascua, no con la vieja levadura de la malicia y la perversidad, sino con los panes sin levadura de la pureza y la verdad».
Apóstol Pablo de Tarso

## Celebración litúrgica

### En la Iglesia católica-romana
La semana anterior a la Pascua de Resurrección es la Semana Santa, que comienza con el Domingo de Ramos (que conmemora la entrada triunfal de Jesús en Jerusalén). La Octava de Pascua (popularmente conocida como «semana de Pascua») es la semana que sucede a este Domingo de Pascua (o Domingo de Resurrección). El tiempo pascual o tiempo de Pascua designa, en la liturgia católica, las semanas que van desde el Domingo de Resurrección hasta el de Pentecostés.
Esta fiesta determina el calendario móvil de otras fiestas: así, la Ascensión (el ascenso de Jesús al cielo) se celebra 40 días después de Pascua, Pentecostés 50 días después de la Pascua y el Corpus Christi se celebra en jueves 60 días después del domingo de Pascua.

#### Vigilia pascual

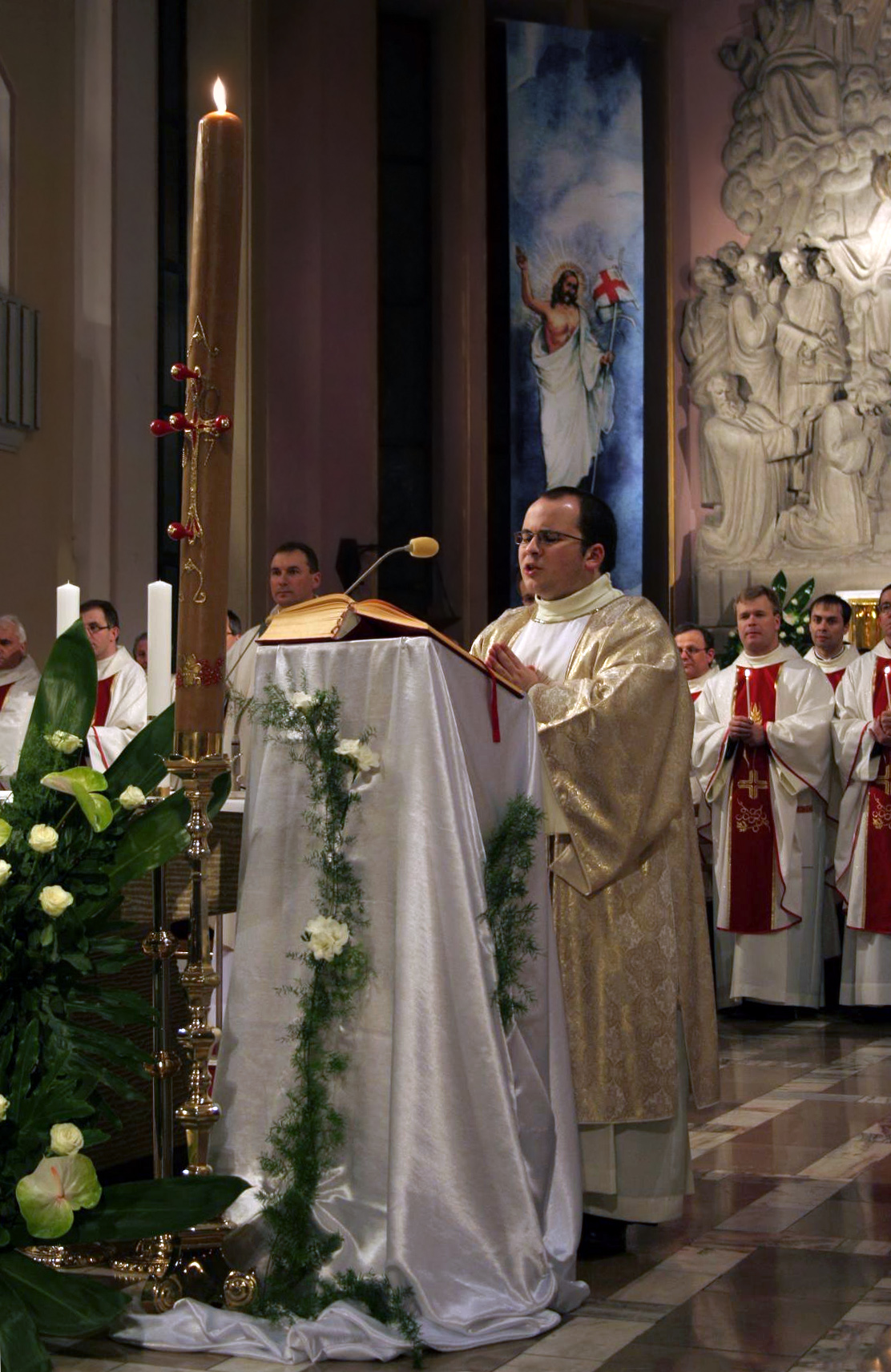
Un diácono canta el pregón pascual junto al cirio pascual encendido.

La práctica litúrgica tradicional, tal como se practica entre los católicos de rito romano (y algunos luteranos y anglicanos), se inicia en la noche, pasado ya el Sábado Santo, con la Vigilia pascual. Se trata de una noche en vela en honor a Cristo y en espera de su resurrección, y es considerada como "la madre de todas las santas vigilias", pues en ella la Iglesia conmemora la noche en la que Cristo resucitó, y lo celebra con los sacramentos de iniciación cristiana.
La Vigilia pascual se desarrolla en cuatro partes. El lucernario y la proclamación del pregón pascual forman la primera parte de la Vigilia. En la segunda parte, de la liturgia de la palabra, se proclaman hasta nueve lecturas en las que se describen los principales momentos de la historia de la salvación, culminando con la lectura del pasaje evangélico en el que se anuncia la resurrección de Cristo. En la tercera parte tiene lugar la liturgia bautismal (si no hay bautizos se realiza una renovación de las promesas bautismales). Por último, se celebra la liturgia eucarística, conmemorativo de la muerte y resurrección de Cristo.

##### Primera parte: lucernario
Así pues, la liturgia más importante del año comienza con la bendición del fuego pascual en la oscuridad total, la iluminación del cirio pascual (símbolo de Cristo resucitado) y el canto del Exultet (o pregón pascual), atribuido a san Ambrosio de Milán.

##### Segunda parte: liturgia de la palabra
Después se leen numerosas lecturas del Antiguo Testamento: pasajes como las historias de la creación, el sacrificio de Isaac, el cruce del Mar Rojo y la anunciada venida del Mesías. Esta parte del servicio religioso culmina con el canto del Gloria y del Aleluya y con la proclamación de la Resurrección según el Evangelio.
En ese momento, y dependiendo de la costumbre local, se pueden tocar las campanas de los templos y encender las luces. A continuación, la atención se desplaza desde el altar a la pila bautismal. Durante este tiempo litúrgico, el sacerdote o celebrante de la Eucaristía va vestido de color blanco para celebrar la pureza y el alzamiento de Cristo. 

##### Tercera parte: liturgia bautismal
Antiguamente, la Pascua se consideraba el momento ideal para que los conversos recibieran el bautismo, y esta práctica continúa dentro de la Iglesia católica y la Iglesia anglicana. Si hay bautizos en este momento o no, es tradicional que la congregación sea invitada a renovar los votos de su fe bautismal. Este acto es a menudo sellado por la aspersión de la congregación con el agua bendita. 

##### Cuarta parte: liturgia eucarística
La Vigilia pascual concluye con la celebración de la Eucaristía (conocida en algunas tradiciones como la Sagrada Comunión). El sacramento católico de la confirmación también puede ser celebrado durante la Vigilia.
Con algunas diferencias, ciertas iglesias prefieren mantener esta Vigilia desde muy temprano en la mañana del domingo en vez del sábado por la noche; las iglesias protestantes en especial, para reflejar el relato del Evangelio de las mujeres que acuden a la tumba al amanecer del primer día de la semana.

#### Misa del día
Ya desde el amanecer, la misa se celebra como de costumbre, pero de manera más solemne y festiva, con abundantes instrumentos musicales y arreglos corales, incienso y un reiterativo Aleluya que se verá en el Salmo que se canta ese día, en la propia aclamación al Evangelio.

### En las Iglesias Cristianas evangélicas

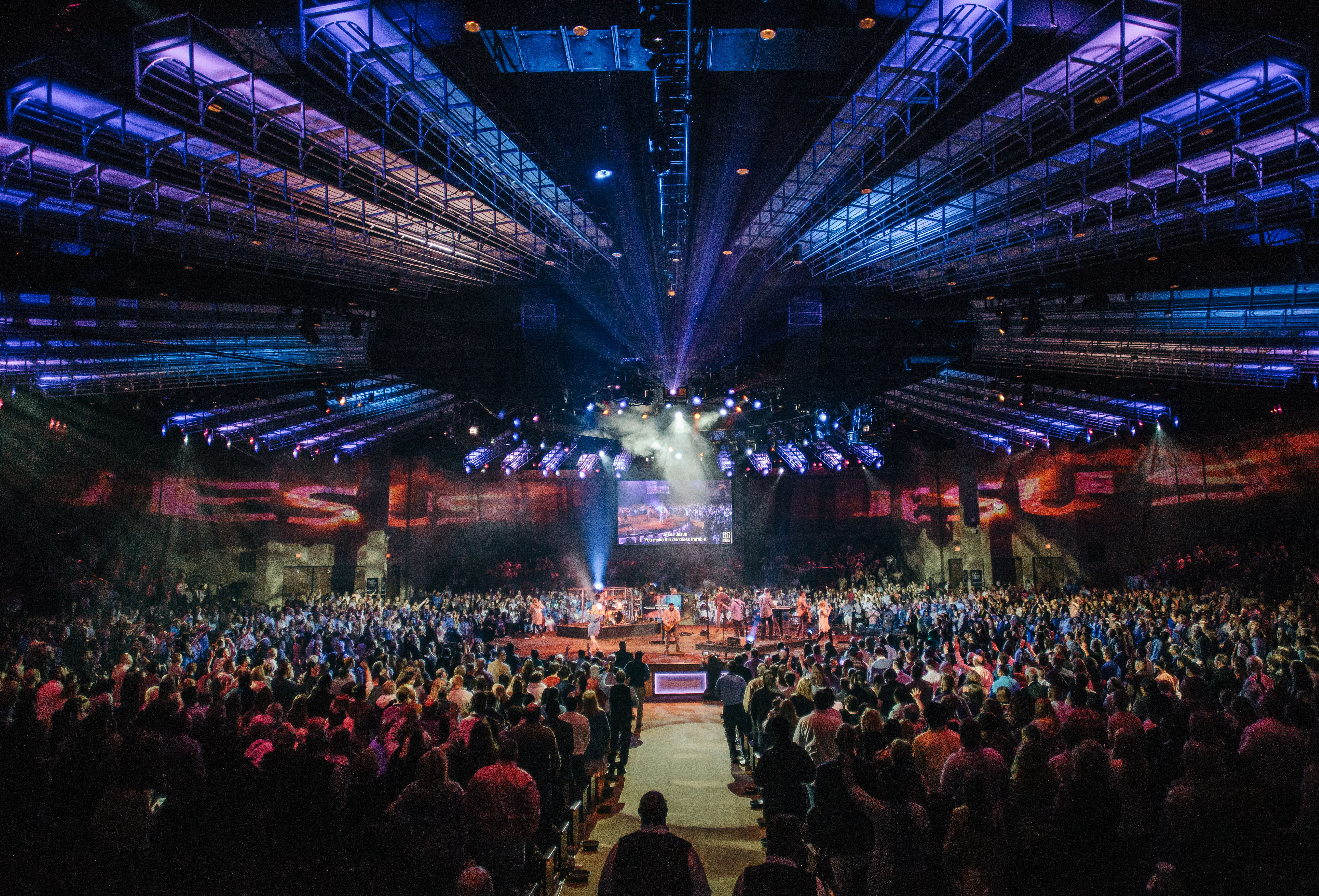
Servicio de Pascua en la Trinity Fellowship Church en Amarillo, Texas, EE. UU.

La Pascua se celebra con un servicio especial por la gran mayoría de denominaciones cristianas evangélicas.

## Tiempo pascual
La celebración de la Pascua se continúa durante el periodo del año litúrgico conocido como Tiempo pascual. Se trata de cincuenta días que van desde el Domingo de Resurrección o de Pascua al Domingo de Pentecostés. Es un tiempo celebrativo marcado por la alegría.
Los domingos de este tiempo se denominan "domingos de pascua" y tienen  precedencia sobre las solemnidades del Señor y cualquier otra solemnidad.  La liturgia de cada uno de estos domingos profundiza en un aspecto del misterio pascual a través de las lecturas, muy en especialmente el evangelio de Juan, las cartas católicas y el libro del Apocalipsis:
| Domingo                                                  | Aspecto en el que profundiza |
| -------------------------------------------------------- | --- |
| II Domingo de pascua (Domingo de la Divina Misericordia) | Las apariciones de Jesús: presencia del Resucitado entre los suyos.                                                                                         |
| III Domingo de pascua                                    | Las apariciones de Jesús: presencia del Resucitado entre los suyos.                                                                                         |
| IV Domingo de pascua                                     | Jesús como buen pastor que da la vida por las ovejas. |
| V Domingo de pascua                                      | Fragmentos del discurso de la Última Cena: la llamada al amor, vivir como resucitados.                                                                      |
| VI Domingo de pascua                                     | Fragmentos del discurso de la Última Cena: la llamada al amor, vivir como resucitados.                                                                      |
| VII Domingo de pascua (Ascensión del Señor)              | Jesús asciende al Padre. Unida a la promesa del Espíritu, se inaugura un nuevo modo de presencia del Resucitado en medio de los suyos.                      |
| Pentecostés                                              | Culminación del tiempo de pascua con la celebración del envío del Espíritu Santo sobre los apóstoles, del comienzo de la Iglesia y del inicio de su misión. |

## Procesiones

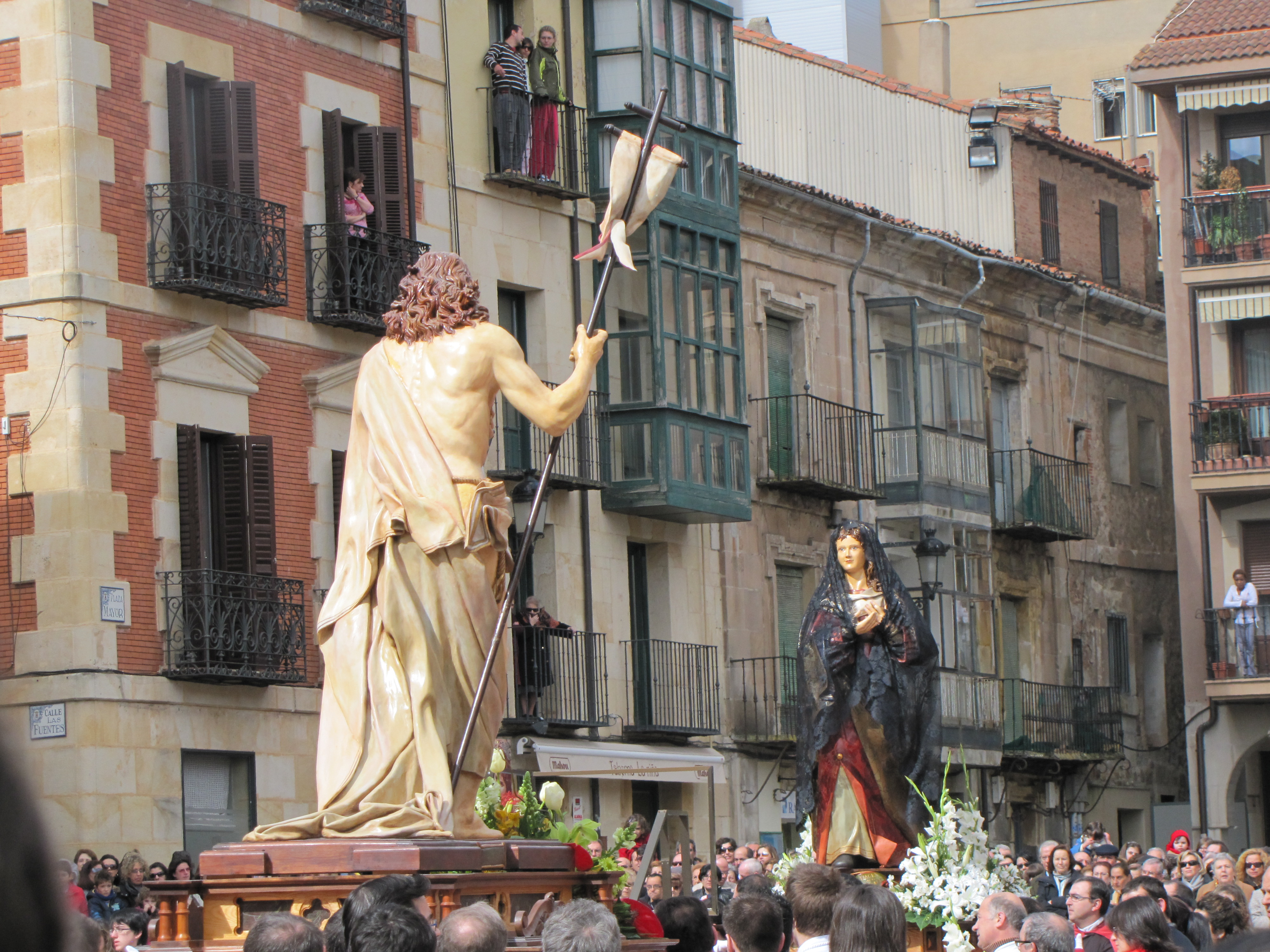
Procesión del Encuentro en la Plaza Mayor de Soria el Domingo de Pascua.

En países hispanos, y en particular en España, se celebran procesiones poniendo fin a la celebración de la Semana Santa. Muchas de ellas tienen como momento más destacado el Encuentro entre las imágenes de la Virgen y Cristo Resucitado. En muchas Semanas Santas de España, la Pascua es el día en el que culmina su semana mayor. En Málaga o en Sevilla, por ejemplo, se realiza la salida procesional de Cristo Resucitado, el cual representa el momento en el que Jesús de Nazaret resucita y sale de su sepulcro. En Granada hasta tres Cofradías celebran la Alegría de Cristo Resucitado.
En Filipinas, de religión predominantemente católica, la mañana de Pascua (conocida en el idioma nacional como «Pasko ng Pagkabuhay Muling» o la Pascua de la Resurrección) está marcada con una celebración de gozo, al amanecer, en la que grandes estatuas de Jesús y María son llevadas en procesión para encontrarse, imaginando la primera reunión de Jesús y su madre, María, después de la Resurrección de Jesús. Esto es seguido por una alegre Misa de Pascua.

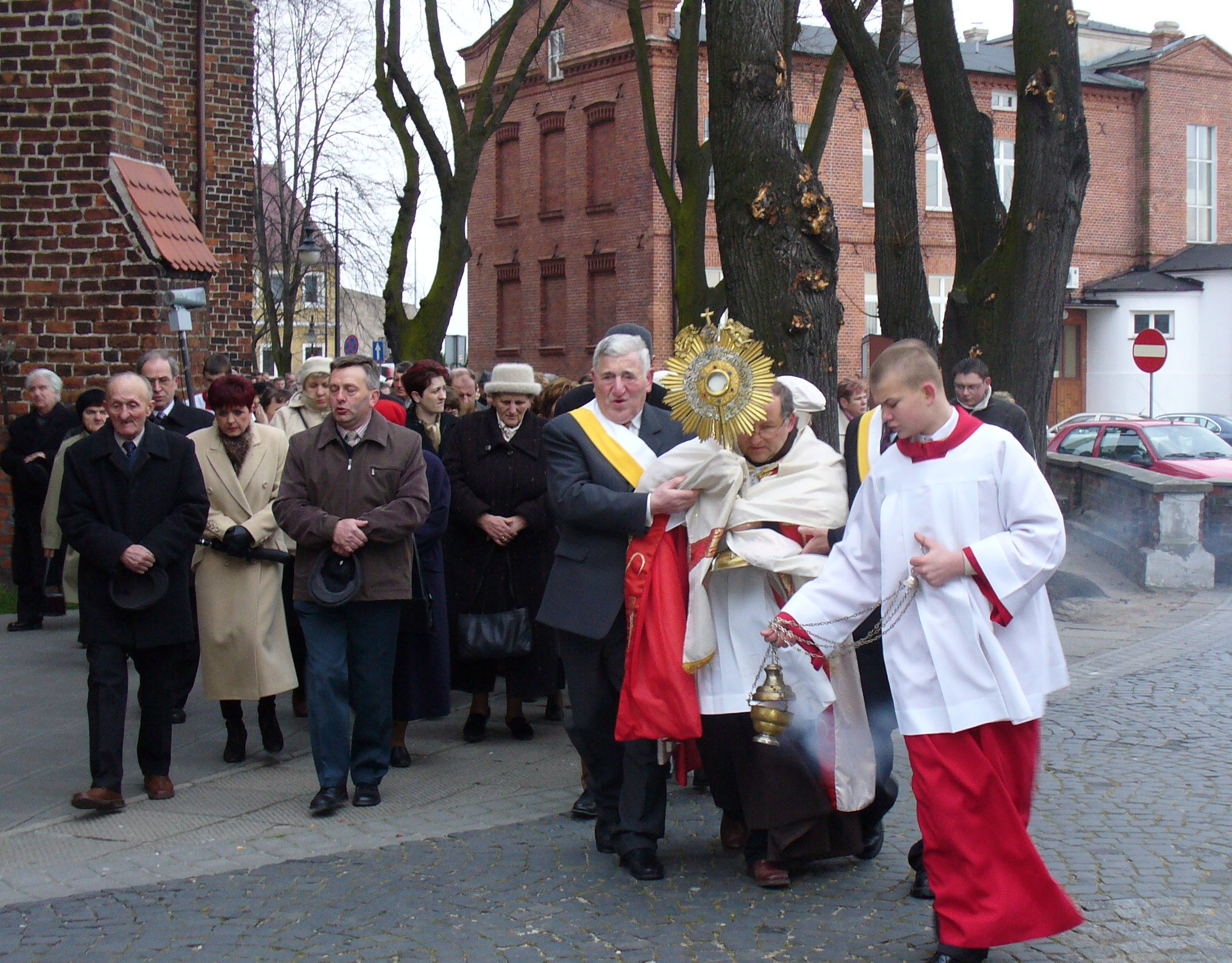
Procesión durante el Domingo de Pascua en Polonia.

En la cultura polaca, se celebra la Rezurekcja (procesión de Resurrección) en una alegre Misa de Pascua por la mañana, al amanecer, cuando las campanas suenan y se tiran petardos para conmemorar la Resurrección de Cristo sobre la muerte. Antes de que comience la misa al amanecer, una procesión festiva que lleva el Santísimo Sacramento bajo un palio, rodea la iglesia. Dentro del templo, las campanas repican y son tañidas vigorosamente por monaguillos, y el aire se llena de incienso. Otra tradición polaca de Pascua es la denominada Święconka, la bendición de las cestas de Pascua por el sacerdote de la parroquia el Sábado Santo. Esta costumbre se celebra no solo en Polonia, sino también en los Estados Unidos por los que son de ascendencia polaca.

## Otras tradiciones

### Huevo de Pascua

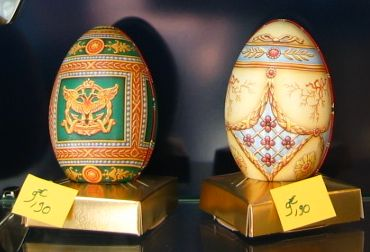
Huevos decorados.

El intercambio de huevos de Pascua, primero de azúcar y, desde hace cinco siglos, de chocolate, está muy extendido en Alemania, Portugal, Rumania, Bulgaria, Eslovaquia, Italia, Francia, España, República Checa, Austria, Suiza, Argentina, Brasil, Estados Unidos, Bolivia, Chile, Uruguay y en ciertas zonas de México.
El hecho de asociar el huevo a la fertilidad y por coincidir la Pascua con la primavera en el hemisferio norte, estación fértil por excelencia, hace que se establezca por toda Europa como símbolo de la Pascua. De modo que pronto los pasteleros de época comenzaron a elaborarlos utilizando distintos ingredientes. Primero fue el azúcar, luego el chocolate.
En los países de tradición ortodoxa se intercambian huevos de color carmesí para recordar la sangre de Cristo. Los armenios los vacían y los decoran con imágenes de Cristo y de la Virgen. Y en Polonia y Ucrania, por Pascua, hacen obras de arte con cera fundida sobre su cáscara.